# Synegia limitata
Synegia limitata är en fjärilsart som beskrevs av W. Warren 1897. Synegia limitata ingår i släktet Synegia och familjen mätare. Inga underarter finns listade i Catalogue of Life.